# غافين بون
غافين بون (بالإنجليزية: Gavin Bone)‏ هو كاتب بريطاني، ولد في 19 يناير 1964 في بورتسموث في المملكة المتحدة.